# Hébrant
Hébrant (Vorname unbekannt) war ein belgischer Fechter.
Er nahm im Jahr 1900 an den Olympischen Sommerspielen im Säbel für Fechtmeister teil. Dort konnte er nach einer ausreichenden ersten Runde das Halbfinale erreichen, in dem er sich wiederum mit 5:2 Siegen für das Finale qualifizierte. Im Finale konnte er nur noch eins von sieben Duellen gewinnen und belegte am Ende den 8. Rang.